# Jean Simmons
Jean Simmons (London, 1929. január 31. – Santa Monica, USA, 2010. január 22.) Emmy- és Golden Globe-díjas angol színésznő.

## Karrier
Jean Simmons első filmszerepét 14 évesen a „Give Us the Moon” c. filmben játszotta, majd két évvel később a „Szép remények” c. film Estellájaként lett ismert. A különleges szépségű, karakteres színésznő később a hollywoodi producerek kedvence lett, és nagy történelmi filmekben, adaptációkban előszeretettel osztották rá a drámai hősnők szerepét. A rabszolgavezér, Spartacus szerelmét alakítja az azonos címmel rendelkező amerikai filmben, de más ókori témájú alkotás is jegyzi nevét, mint pl. A Palást, mely cselekménye a halott Jézus Krisztus által viselt lepel körül forog. A Hamletben nyújtott alakításáért 1949-ben Oscar-díjra jelölték.
1950-ben férjhez ment kollégájához, Stewart Grangerhez, és az ötvenes és hatvanas években monumentális filmek főszereplője lett, a kor legnagyobb színészeivel játszott. A Hamletben Laurence Olivier-vel, a Palástban Richard Burtonnel, az Idegen a cowboyok között c. filmben Gregory Peck partnere volt, a The Actress-ben Spencer Tracy és Anthony Perkins, a Spartacus-ban Kirk Douglas, Peter Ustinov és Tony Curtis mellett dolgozhatott.
A nyolcvanas és kilencvenes években elvétve látható volt még mozifilmekben, de túlnyomórészt televíziós produkciókban tért vissza a képernyőre. Ezek közül kiemelkedő az 1985-ben forgatott Észak és Dél című filmsorozat , mely az amerikai polgárháborút dolgozza fel, és amelyben még soha nem látott sztármennyiséget vonultatott fel Hollywood egyszerre. Jean Simmons mellett Kirstie Alley, Elizabeth Taylor, Patrick Swayze, Lesley-Anne Down, Olivia de Havilland is kapott szerepet a filmben. A másik kiemelkedő szerepét az 1983-ban forgatott Tövismadarakban Fee Clearyként nyújtotta.

## Legfontosabb filmjei
- 1944: Give Us the Moon
- 1945: Caesar és Kleopatra (Caesar and Cleopatra)
- 1947: Black Narcissus
- 1948: Hamlet
- 1953: Angyalarc (Angel Face)
- 1953: A fiatal Bess – A szűz királynő (Young Bess)
- 1953: A Palást (The Robe)
- 1953: The Actress
- 1954: Désirée
- 1954: The Egyptian
- 1958: Idegen a cowboyok között (The Big Country)
- 1960: Elmer Gantry
- 1960: Spartacus
- 1963: All the Way Home
- 1967: Válás amerikai módra (Divorce American Style)
- 1969: Boldog befejezés (The Happy Ending)
- 1971: Búcsúzz a tegnaptól (Say Hello to Yesterday)
- 1983: Tövismadarak (The Thorn Birds)
- 1985: Észak és Dél (North And South) – 1. évad
- 1986: Észak és Dél (North And South) – 2. évad
- 1989: Szép remények (Great Expectations), tévésorozat
- 1995: A szerelem színei (How to Make an American Quilt)
- 1998: Egyedi játékszabályok (Her Own Rules)
- 2003: Téli napforduló (Winter Solstice)

## Díjak és jelölések
- 1984: Golden Globe-jelölés – a legjobb női epizódszereplő tv-filmben (Tövismadarak)
- 1970: Oscar-díj-jelölés – a legjobb színésznő (Boldog befejezés)
- 1970: Golden Globe-jelölés – a legjobb drámai színésznő (Boldog befejezés)
- 1956: Golden Globe-díj – a legjobb női musicalszínésznő
- 1948: Oscar-díj-jelölés – a legjobb női epizódszereplő (Hamlet)